# Danza de la botella

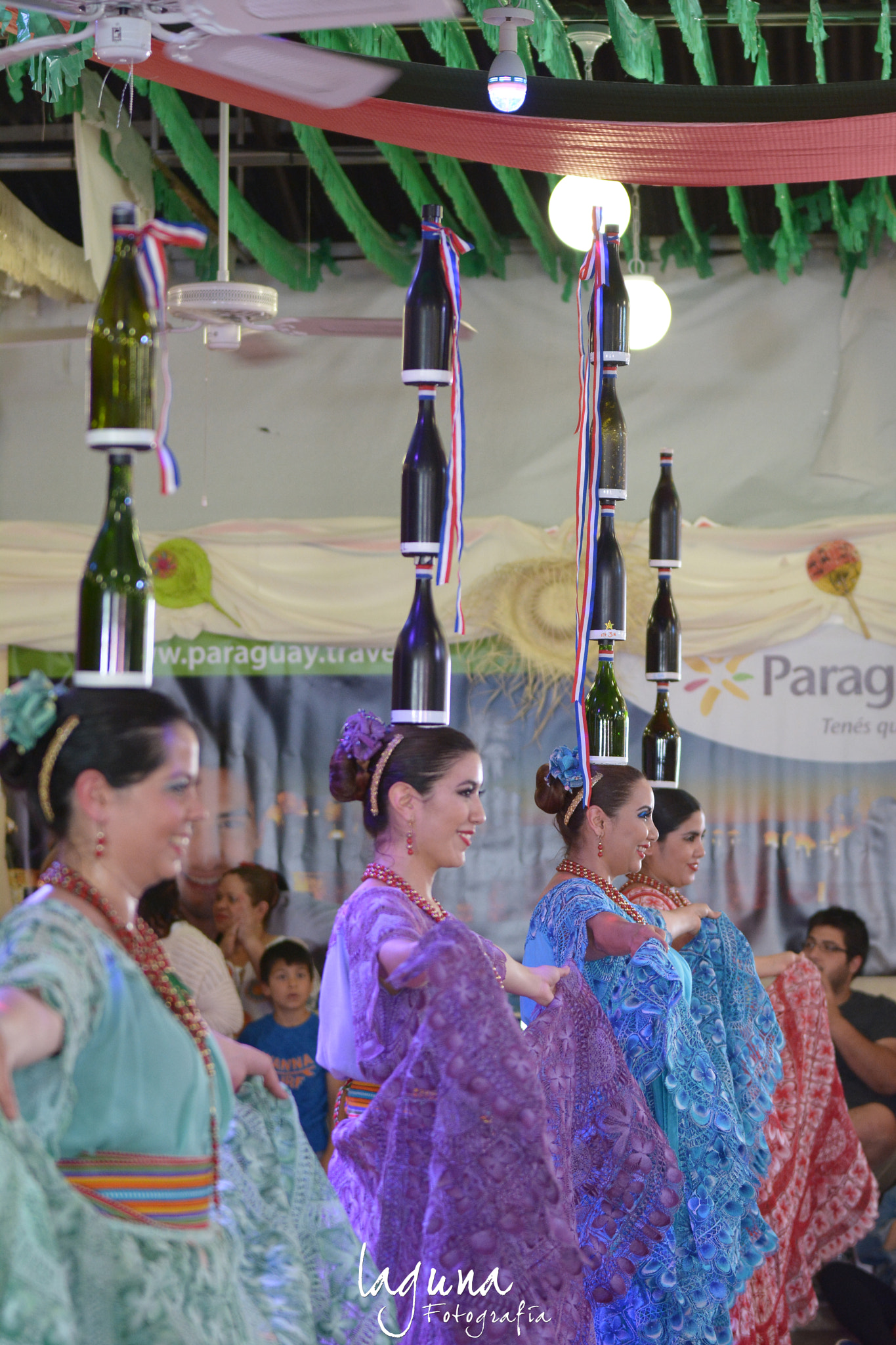
Espectáculo de danza de la botella en Fuengirola, España

La danza de la botella es una danza folclórica tradicional de Paraguay en la que los artistas bailan con botellas de vidrio en equilibrio sobre sus cabezas.
El origen de la danza de la botella sigue sin estar claro. Una teoría es que la danza se derivó de la danza folclórica galopa, que consiste en bailarines que actúan con jarras sobre la cabeza, y los bailarines reemplazan las jarras con botellas de vidrio.
Los espectáculos de bailes de botellas presentan bailarinas vestidas con trajes rurales del siglo XIX que incluyen una falda hasta los tobillos. Las actuaciones suelen ir acompañadas de música del género de la polka paraguaya. Las actuaciones de danza con botella tienden a improvisarse en gran medida con movimientos básicos que consisten en bailarines con los brazos extendidos sosteniendo los volantes de sus faldas mientras se mantiene la impresión de que no hay botellas. El baile puede ser realizado por individuos, parejas o grupos con cada bailarín balanceando una o dos botellas, pero los bailarines más avanzados pueden balancear diez o más botellas sobre sus cabezas. Las botellas que usan los bailarines suelen estar decoradas con una cinta tricolor que recuerda a la bandera paraguaya o con flores. Además, cuando una bailarina actúa con varias botellas apiladas, usa botellas diseñadas para adherirse entre sí, pero no su cabeza.